# Lingua Tertii Imperii

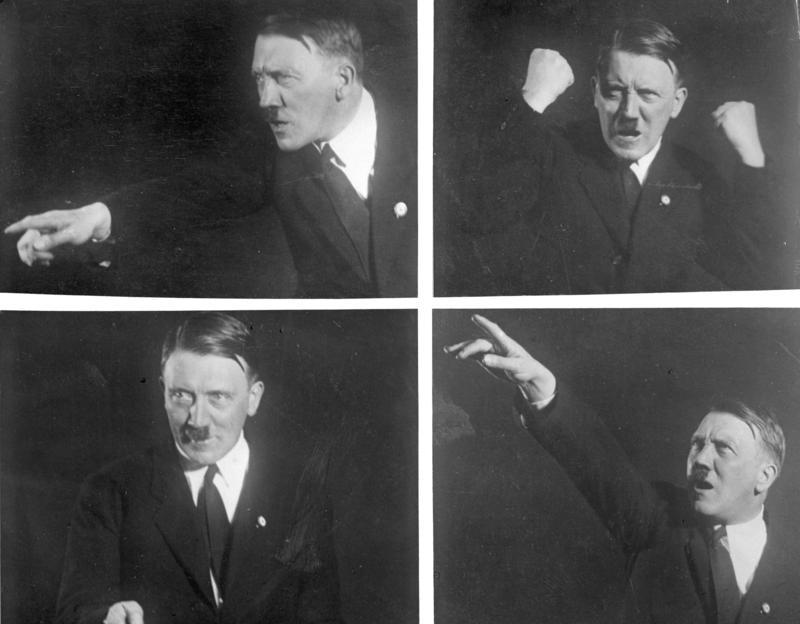
Hitler répétant sa gestuelle de discours, photos de Heinrich Hoffmann, en 1930.

LTI - Lingua Tertii Imperii: Notizbuch eines Philologen (« Langue du Troisième Reich : carnet d'un philologue ») est un livre de Victor Klemperer, paru en 1947.
Remanié à partir du journal que Klemperer tient entre 1919 et décembre 1945, LTI se veut un bref essai sur la manipulation du langage par la propagande nazie depuis son apparition sur la scène politique jusqu'à sa chute.
Il comporte en proportions variables une alternance de tentatives de conceptualisation, dialogues et récits tirés du quotidien d’un patriote allemand qui entend le rester tandis que le pays qu’il a toujours considéré comme sien le marginalise en raison de ses origines juives.

## Sujet du livre
Viktor Klemperer est le fils d’un prédicateur juif réformé. Patriote allemand convaincu, il défend sa nation lors de la Première Guerre mondiale, épouse une Allemande non juive, Eva Schlemmer, et opte même pour la conversion au protestantisme, car à ses yeux, « la germanité signifie tout et la judéité rien ». Cet attachement à l’Allemagne retarde sa prise de conscience quant à la popularité du mouvement national-socialiste et il passe les années de guerre en Allemagne. Défini comme Juif par les lois de Nuremberg, exclu de la fonction et de la vie publiques, exproprié, astreint à un travail de manœuvre, il est toutefois précairement préservé de la déportation en raison des « origines racialement pures » de sa femme.
Le journal que tient Klemperer depuis l’âge de seize ans prend, de 1933 à 1945, une importance accrue : ces pages écrites à la sauvette et immédiatement transmises à Eva qui les cache chez des amis de confiance, demeurent pour l’auteur la seule forme d’activité intellectuelle dont les lois nazies n’ont pu le priver. Il y consigne tout ce qui, dans son quotidien, distingue la germanité authentique du nazisme qui prétend l’incarner. En effet, si Klemperer se voit contraint, comme Walter Benjamin, Stefan Zweig, Ernst Bloch et beaucoup d’autres, de faire partie d’un « nous » juif dont il avait jusque-là nié la pertinence voire l’existence, il n’a jamais, contrairement à eux, remis en cause sa vision de l’Allemagne ni sa germanité ; un an après avoir été astreint au port de l’étoile jaune, il écrit : « je suis allemand. Les [nazis] ne le sont pas. Je dois m’y tenir […] le sionisme serait de ma part une comédie que le baptême n’a pas été ».
Romaniste de métier et philologue de profession, Viktor Klemperer choisit d’aborder le Troisième Reich sous l’angle de la langue, qu’il considère comme le moyen de propagande le plus efficace du régime ainsi que le meilleur révélateur de sa nature profonde.
Le livre compte parmi les premiers à être publiés par les autorités soviétiques en Allemagne après la capitulation du régime nazi.

## Chapitres

### Héroïsme, en guise d’introduction
Le régime est tombé et le pays est en plein processus de dénazification. Cependant, la LTI demeure. Nonobstant l’obsolescence de nombreux mots, des termes ou tournures de langage subsistent, et le terme « dénazification » lui-même n’est pas, ainsi que le note Klemperer, sans rappeler la construction de nombreux termes de la LTI sur le préfixe de distanciation dé- (« désencombrer », « désobscurcir », « (art) dégénéré » etc.).
Il en va de même pour certains concepts, utilisés dans leur acception nazie par ceux-là mêmes qui tentent de s’en débarrasser. Il faut expliquer aux jeunes qui souhaitent se faire les héroïques hérauts de la culture et de la démocratie que leur conception de l’héroïsme fausse tout rapport honnête à ces valeurs : l’héroïsme sous Hitler a été celui des brutes, des conquérants au regard rivé vers l’avant, à l’image des pilotes de course puis de char. Il devient à mesure de l’avance des Alliés vers Berlin celui des soldats en campagne ou des civils sous les bombardements, qui meurent tous de la même mort glorieuse pour la patrie. Il est donc, d’un bout à l’autre, celui de la guerre, quand bien même le nazisme a préféré le terme « combatif », plus élevé esthétiquement. La manipulation des esprits ne porte pas tant sur la justesse de la cause à défendre que sur l’essence même du concept : les véritables héros élèvent l’humanité par leurs actes, sans en attendre de récompense ou de reconnaissance. À ce titre, les héros furent les clandestins qui luttaient souvent seuls contre l’hitlérisme ou, mieux encore, les épouses aryennes (sic) de Juifs (ou considérés comme tels), obligées de supporter leurs épreuves, de les soutenir sans faille, et de résister à la tentation de fuite ou de suicide qui aurait immanquablement et immédiatement entraîné la déportation du conjoint.

### LTI
« LTI » est d’abord « un sigle joliment savant » qui parodie les nombreuses abréviations mises en usage par le Troisième Reich. Il est tout aussi incompréhensible qu’elles, ce qui peut se révéler fort pratique lors d’éventuelles mais fréquentes perquisitions de la Gestapo (la moindre note critique envers Hitler et l’hitlérisme, dont les pages du journal sont emplies, entraînerait en cas de découverte la déportation vers le camp de concentration).
Cette Lingua Tertii Imperii, fort peu « allemande » au demeurant (elle use et abuse d’emprunts aux langues étrangères, comme diffamieren ou Garant, dans le même but de gargarisation discursive et d’incompréhensibilité qui guide son choix d’abréviations), est si malsonnante que l’auteur préfère dans un premier temps « se boucher les yeux et les oreilles ». Elle devient cependant, lorsque les persécutions s’intensifient, le principal sinon le seul sujet d’étude possible. Certes, tout dans le Troisième Reich, ses édifices, ses ruines, ses affiches, ses autoroutes… est langage mais c’est surtout dans sa langue qu’il se dévoile. Or cette langue est commune à tous les milieux sociaux et se retrouve dans tous les coins de l’Allemagne. Tous les écrits nagent « dans la même sauce brune » et les mêmes modèles se retrouvent chez les sympathisants, les indifférents, les opposants et les victimes.
La clandestinité dans laquelle cette étude a été menée en explique le caractère partiel et incomplet, d’autant plus que son objet est hautement complexe. Cependant, insiste l’auteur, elle doit, même dans cet état d’inachèvement, être publiée et poursuivie car il n’y a pas lieu de relâcher sa vigilance : la langue du Troisième Reich tend non seulement à ne pas le rejoindre dans la fosse commune mais pis encore, elle imprègne trop souvent le parler et le penser des générations de la reconstruction, qu’il faut donc urgemment informer et éduquer.

### Prélude
Esthète et intellectuel volontiers éloigné de la politique, Viktor Klemperer rencontre pour la première fois le national-socialisme et sa langue lors d'une scène d’actualités qui précède la projection de L’Ange bleu, le 8 juin 1932.
La parade du corps de marine du palais présidentiel franchissant la porte de Brandebourg et, plus particulièrement, son tambour, le frappent par leur tension convulsive jusque-là réservée aux œuvres expressionnistes. Cette ferveur extrême, si différente des parades qu’il avait connues jusqu’alors, lui fait prendre conscience du fanatisme dans sa forme spécifiquement nazie et de la fascination qu’il exerce sur les foules.

### Qualité foncière: pauvreté
« La LTI est misérable ». De par les circonstances de son apparition d’abord : langue d’un groupuscule qui s’est constitué en parti et a pris le pouvoir, elle s’est imposée à une société entière, faisant table rase du pluralisme qui avait régné jusqu’alors sous Guillaume II et la République de Weimar. De par sa nature ensuite : langue d’un parti dictatorial, elle n’admet pas d’autres façons de s’exprimer que la sienne. De par son but enfin : langue éminemment déclamatoire, elle efface volontairement les différences entre oral et écrit ou public et privé afin de faire disparaitre l’individu pour ne plus s’adresser qu’à la masse, qu’elle fanatise et mystifie.
Et c’est là pour le philologue un grand mystère : que cette langue totalitaire si simpliste et si opposée à l’esprit des Lumières ait vu son programme exposé sans détour dans un livre écrit par Hitler huit ans avant son accession au pouvoir, sans que cela n’empêche son ascension.

### Partenaude Max René Hesse
Issu d’une lignée de militaires, Georg M. était un garçon foncièrement honnête qui s’était engagé à la Reichswehr autant par tradition familiale que par manque de dispositions pour les choses de l’esprit. Il n’en partageait cependant pas les idées et rendait encore visite aux Klemperer alors que, l'idéologie national-socialiste se répandant, on commençait à éviter les fréquentations de gauche et les Juifs.
Alors que le brave garçon est muté dans une garnison lointaine à l’occasion de sa promotion, Viktor Klemperer découvre le Partenau de Max René Hesse (de), paru en 1929 et présenté comme « le roman de la Reichswehr ». Recopiant les passages les plus significatifs dans son journal, il s’aperçoit quelques années plus tard que ce livre, médiocre dans sa forme, préfigure sur bien des points les doctrines du Troisième Reich et sa langue : rêves de revanche et de Grande-Allemagne, suprématie des Allemands, attente d’un Guide (Führer), subordination de la morale populaire aux contingences militaires... Pour incroyables qu’elles paraissent, ces conceptions sont banales dans le milieu de lansquenets duquel M. provient et auquel il est destiné.

### Extraits du journal de la première année
L’auteur fait part des divers événements qui l’affectent au cours de la première année d’accession du parti national-socialiste au pouvoir : les premières mesures de préparation à l’exclusion, les premiers mots de la nouvelle langue et de la nouvelle propagande (selon laquelle les Juifs faisant part de ce nouvel état de choses seraient les véritables auteurs de la propagande mensongère).
Selon la traductrice, Élisabeth Guillot (1996), il semble qu'un certain déséquilibre règne entre les chapitres de ce livre : alternance de récits, d'expériences vécues, de dialogues et de tentatives de conceptualisation. Ces écrits proviennent de notes tenues clandestinement entre 1933 et 1945, ordonnées et complétées entre 1945 et 1947.
- 6. Les trois premiers mots nazis
- 7. Aufziehen [monter]
- 8. Dix ans de fascisme

Le film et la radio rendirent au discours l'importance qu'il avait eue à Athènes. Mais ici le discours « devait être compris de tous et, par conséquent, devenir plus populaire. Ce qui est populaire, c'est le concret ; plus un discours s'adresse aux sens, moins il s'adresse à l'intellect, plus il est populaire. Il franchit la frontière qui sépare la popularité de la démagogie ou de la séduction d'un peuple dès lors qu'il passe délibérément du soulagement de l'intellect à sa mise hors circuit et à son engourdissement ».
- 9. Fanatique
- 10. Contes autochtones
- 11. Effacement des frontières
- 12. Ponctuation
- 13. Noms
- 14. Chip'charbon [Kohlenklau]
- 15. Knif

Sur l'usage des abréviations qui donnent le sentiment d'appartenir au groupe des initiés. Les abréviations sont répandues parce que le régime technicise et organise.
- 16. En une seule journée de travail
- 17. Système et organisation
- 18. « Je crois en lui »
  - Dans le chapitre XVIII, l'auteur montre que les Allemands ont eu la foi en Hitler, le nazisme était une religion dont la langue a emprunté à celle du catholicisme : culte des martyrs du parti, résurrection (de l'empire grand-allemand), etc. Hitler se présente comme le Sauveur, il est guidé par la Providence, il est Dieu. Le chapitre se termine sur la rencontre de l'auteur avec un de ses anciens élèves, après l'effondrement de l'Allemagne : le jeune homme avoue qu'il croit toujours en Hitler !

- 19. Petit mémento de LTI : les annonces du carnet
- 20. Que restera-t-il ?
- 21. La racine allemande
  - Dans le chapitre XXI, Klemperer définit l'antisémitisme comme pilier du système nazi. L'antisémitisme était la forme de la rancune de ce déchu qu'était Hitler, c'est une donnée fondamentale de sa vision politique formée à l'époque de Karl Lueger et Georg Ritter von Schönerer, c'est un moyen de propagande pour le parti, la concrétisation… de la doctrine raciale.

Klemperer montre que l'antisémitisme du Troisième Reich est nouveau et unique (l'antisémitisme semblait avoir disparu depuis longtemps ; il apparaît moderne - organisation, technique de l'extermination ; la haine du Juif se fonde sur l'idée de race).
L'origine de cette résurgence de l'antisémitisme: l'œuvre du Français Joseph Arthur de Gobineau et le romantisme allemand : « Car tout ce qui fait le nazisme se trouve déjà en germe dans le romantisme : le détrônement de la raison, la bestialisation de l'homme, la glorification de l'idée de puissance, du prédateur, de la bête blonde… ».
- 22. Radieuse Weltanschauung
- 23. Quand deux êtres font la même chose
  - Chapitre XXIII : Klemperer note la profusion de termes techniques, de termes qui mécanisent l'homme. Il observe le même phénomène chez les bolcheviques, mais si ces derniers mécanisent la société, c'est pour apporter aux habitants de meilleures conditions matérielles et ainsi libérer leur esprit, alors qu'avec la LTI l'objectif est l'asservissement de l'esprit.

- 24. Café Europe
  - Chapitre XXIV : Klemperer contraste la notion d'Europe due à Paul Valéry (La crise de l'esprit, dans Variété, Gallimard, 1924 p. 46 sqq) à ce qu'en ont fait les nazis. Chez le premier, « L'Europe était dégagée de son espace d'origine, … elle signifiait tout domaine ayant reçu l'empreinte de cette triade : Jérusalem, Athènes et Rome ».

Chez les nazis, le mot est à prendre au sens parfaitement spatial et matériel et exclut de plus la Russie et le Royaume-Uni. Ce vaste espace a en son centre l'Allemagne qui défend la forteresse Europe.
- 25. L'étoile
  - Chapitre XXV : À partir du 19 septembre 1941 et sous peine de mort, les Juifs durent porter l'étoile jaune, ce qui les empêcha désormais de passer inaperçus. Certains ouvriers juifs furent dispensés de cette obligation (et d'aller habiter dans des maisons de Juifs) : il s'agissait de personnes ayant contracté un mariage mixte et dont les enfants n'appartenaient pas à la communauté juive. Il y avait beaucoup d'hostilité entre privilégiés et non privilégiés.

- 26. La guerre juive
- 27. Les lunettes juives
- 28. La langue du vainqueur
  - Chapitre XXVIII : L'auteur montre que la plupart des Juifs ont adopté la langue des vainqueurs (la LTI) - sans que cela signifie pour autant une adhésion à leurs doctrines, mais cela ne signifie pas que la LTI ne modelait pas leur façon de voir le monde.

Au milieu du chapitre, Klemperer note qu'après la première guerre les Allemands et les Juifs avaient commencé à s'éloigner les uns des autres, le sionisme s'était établi dans le Reich.
- 29. Sion
  - Chapitre XXIX : Le sionisme est le sujet de ce chapitre. Herzl était un inconnu même pour beaucoup de Juifs allemands cultivés. Mais Klemperer pense qu'il a influencé Hitler : « La doctrine nazie a sûrement été à maintes occasions stimulée et enrichie par le sionisme ».
- 30. La malédiction du superlatif
- 31. Renoncer à l'élan du mouvement…
  - Dans les chapitres XXX et XXXI l'auteur montre l'emploi constant du superlatif pour qualifier tout acte des nazis pour engourdir les esprits - à tel point que le superlatif fut interdit dans les annonces commerciales. Hyperbolisme aussi dans l'emploi du mot Welt (monde : le monde écoute le Führer), ou d' historique - ou de leur composition : Welthistorisch (universellement historique). Ceci se combine au besoin de mouvement : « on veut agir et ne jamais lâcher la loi de l'action (…) Dans un style soutenu et pour montrer qu'on est cultivé, on dit qu'on veut être dynamique ». La notion d'assaut est partout présente. Au moment des premiers échecs des armées allemandes apparaît une nouvelle tournure : « guerre de défense mobile » - permettant de maintenir l'impression d'avancée. Puis apparaissent de nombreux euphémismes pour signaler les avancées des ennemis.

- 32. Boxe

Quelques considérations sur le sport sous le Troisième Reich qui place la performance physique au-dessus de l'intellectuelle à tel point que pendant les Jeux olympiques d'été de 1936 Helena Mayer (juive) a sa place dans l'équipe allemande d'escrime tandis que Jesse Owens (Noir américain) est fêté.
Les discours empruntent souvent leurs images au sport, en particulier à la boxe : « Nous devons parler la langue que le peuple comprend. Celui qui veut parler aux hommes du peuple doit, comme dit Martin Luther, considérer leur gueule (dem Volk aufs Maul sehen) » déclare Goebbels en 1934.
- 33. La suite [Gefolgschaft]

La LTI se caractérise par l'enflure sentimentale, destinée à supplanter la pensée et provoquer « un état d'hébétement, d'aboulie et d'insensibilité » qui permet de trouver « la masse nécessaire des bourreaux et des tortionnaires ».
« Que fait une parfaite Gefolgschaft ? Elle ne pense pas, et elle ne ressent pas non plus — elle suit ».
L'enflure sentimentale se nourrit de tradition vieille-allemande, fait appel au spontané, à l'instinct, à l'héroïsation de la paysannerie — et déconsidère l'intellectuel.
- 34. Une seule syllabe

Il est question ici des chants patriotiques et des slogans, et de leurs mérites respectifs, et plus particulièrement d'un chant dans lequel un vers a perdu une syllabe entre l'édition de 1934 et celle de 1942. Le texte de 1934 disait : « Aujourd'hui l'Allemagne nous appartient [gehören] et demain le monde entier » et celui de 1942 : « Et aujourd'hui l'Allemagne nous écoute [hören] et demain le monde entier ». Le chant qui prônait en 1934 la conquête au moment même où Hitler tenait des discours de paix  s'était travesti, après la destruction de l'Europe (et après la bataille de Stalingrad (1942-43) qui avait rendu la victoire improbable), en un chant de paix.
- 35. La douche écossaise

La LTI mélange vocabulaire allemand (voire vieil allemand) et emprunts aux langues étrangères. Ces derniers ont un caractère plus ronflant, et permettent de cacher certaines choses à l'auditeur. Hitler, doté d'une culture générale très déficiente, étale son mépris pour « la prétendue culture d'autrefois » et fait parade de mots étrangers inconnus pour beaucoup d'Allemands. « Le mot étranger impressionne, il impressionne d'autant plus qu'il est moins compris ; n'étant pas compris, il déconcerte et anesthésie, il couvre la pensée ».
Le sommet est atteint par Goebbels qui anesthésie tout esprit critique en passant constamment d'un extrême à l'autre : érudit / rustaud ; sobriété / ton du prédicateur ; raison / sentimentalité.
- 36. La preuve par l'exemple

Ce chapitre relate le bombardement de Dresde qui commença le 13 février 1945 et permit aux derniers Juifs de la ville (ceux qui étaient en couple mixte) d'échapper à la déportation qui avait été décidée le matin même. Les habitants durent fuir, l'auteur arriva dans un village près d'Aichach, en Bavière, à plus de 400 km de Dresde, après bien des difficultés.
Quelques remarques sur la LTI encore : c'est une langue pauvre qui ne renforce le message qu'à force de le matraquer. Ou : ne pas dire : le paysan ou le paysan bavarois, n'oublie jamais qu'on a dit : le Polonais, le Juif !
Quelques considérations sur les catholiques, et sur différents livres.
- Pour des mots, un épilogue

## Mots de la LTI
- Weltanschauung : une vision du monde par intuition (ou une philosophie)
- Organisch : organique - spontané - instinct - fanatique et fanatisme - aveuglément
- artfremd : étranger à l'espèce
- Volk : peuple
- Volksfest : fête du peuple
- Volksgenosse : camarade du peuple, compatriote
- volksfremd : étranger au peuple
- Rassengenossen : camarades de race
- völkisch : concept fondé sur l'opposition entre Aryens et Sémites
- Strafexpedition : expédition punitive
- Staatsakt : cérémonie officielle
- Aktion : expédition de tuerie
- Sturm : assaut, tempête, groupe de combat
- Sturmabteilung : (SA) section d'assaut
- Schutzstaffel : (SS) échelon de protection
- Betriebszellen : cellules d'entreprise - Système
- Aufziehen : Monter (un coup)
- sonnig : radieux
- Vermassung : massification
- Gleichschalten : mettre au pas, synchroniser
- Führerprinzip : principe d'autorité

## Adaptation cinématographique
- Stan Neumann La Langue ne ment pas, film tiré des journaux de Victor Klemperer écrits de 1933 à 1945 avec de nombreux extraits du livre Langue du Troisième Reich : Carnets d'un philologue ; première diffusion Arte, novembre 2004.

### Filmographie
- La langue ne ment pas, film documentaire de Stan Neumann (85 minutes, Arte, novembre 2004) d'après les journaux de Victor Klemperer de 1933 à 1945. Prix Scam du Meilleur Documentaire 2006.